# サッカーカウンテア・デ・ニッサ代表
サッカーカウンテア・デ・ニッサ代表（サッカーカウンテア・デ・ニッサだいひょう）は、カウンテア・デ・ニッササッカー協会により編成されるフランス・ニースのサッカーのナショナルチームである。ニースは都市限定のチームであり、FIFAおよびUEFAに加盟していないため、FIFAワールドカップおよびUEFA欧州選手権には参加出来ない。
2014年に開催されたConIFAワールドフットボール・カップに参加するに当たって、まずカウンテア・デ・ニッササッカー協会なるサッカー協会を設立。次いで代表チームが結成された。背景には、当初大会に参加予定だったケベックがカナダサッカー協会と揉めて、直前に参加を辞退した事情があった。ニース市の協力を得て、社会人リーグや学生主体のチームを作った。開幕前はダークホース的な存在であった。
グループリーグでは初戦のエラン・バニンに2-4で敗れるも，ナゴルノ・カラバフに1-0と勝ち、2位で決勝トーナメント進出を果たした。決勝トーナメント初戦（準々決勝）では強豪パダーニャに2-1で逆転勝ちし、準決勝の南オセチア戦は3-0の完勝。そして6月8日に行われた決勝でエラン・バニンと再戦し、PK戦の末雪辱を果たし、ConIFAワールドフットボール・カップ初代王者に輝いた。決勝戦は、ニース市内の会場で大勢の市民がパブリックビューイングで観戦し、優勝が決まった瞬間は大歓声が挙がったという。

## 代表選手
2014年ConIFAワールドフットボール・カップ招集メンバー。年齢はConIFAワールドフットボール・カップ開幕（2014年5月31日）時点。
| No. | Pos. | 選手名                         | 原語表記       | 生年月日（年齢）       | 出場数 | 在籍クラブ             |
| --- | ---- | ------------------------------ | -------------- | ---------------------- | ------ | ---------------------- |
|     | GK   | アルノー・マルティネス         | {{{原語表記}}} | 1974年10月17日（39歳） |        | Trinité SFC            |
|     | GK   | デニス・ブラナー               | {{{原語表記}}} | 1988年10月3日（25歳）  |        | AS Cagnes-Le Cros      |
|     | DF   | バプティステ・デルフィーノ     | {{{原語表記}}} | 1981年1月3日（33歳）   |        | FB Île-Rousse          |
|     | DF   | エリック・カブリエール         | {{{原語表記}}} | 1979年5月9日（35歳）   |        | 無所属                 |
|     | DF   | マンスール・アスマニ           | {{{原語表記}}} | 1983年1月30日（31歳）  |        | JS Saint Jean Beaulieu |
|     | DF   | ヒチェム・フェラーリ           | {{{原語表記}}} | 1992年11月9日（21歳）  |        | OGCニース（Bチーム）   |
|     | DF   | マキシム・バシュー             | {{{原語表記}}} | 1987年4月11日（27歳）  |        | AS Cagnes-Le Cros      |
|     | DF   | フロリアン・スキャニグリア     | {{{原語表記}}} | 21歳（生年月日不明）   |        | ROS Menton             |
|     | MF   | ケビン・ピュヨオ               | {{{原語表記}}} | 1993年7月14日（20歳）  |        | Torreense              |
|     | MF   | ロイク・マラティニ             | {{{原語表記}}} | 1992年12月16日（21歳） |        | JS Saint Jean Beaulieu |
|     | MF   | タレク・ヤジリ                 | {{{原語表記}}} | 1990年1月31日（24歳）  |        | SEFC Saint-Raphaël B   |
|     | MF   | ジャック・オンダ               | {{{原語表記}}} | 19歳（生年月日不明）   |        | ニーム・オリンピック   |
|     | MF   | ジャイルス・ノート             | {{{原語表記}}} | 1984年2月25日（30歳）  |        | ROS Menton             |
|     | MF   | ステファノ・ミリオレ           | {{{原語表記}}} | 1983年8月26日（30歳）  |        | イェールFC             |
|     | MF   | オリヴィエ・スヴォーニ         | {{{原語表記}}} | 1988年1月27日（26歳）  |        | US Gravelines          |
|     | FW   | セバスチャン・ジグノリ         | {{{原語表記}}} | 1987年3月26日（27歳）  |        | JS Saint Jean Beaulieu |
|     | FW   | フランク・ドルリュー           | {{{原語表記}}} | 1989年3月1日（25歳）   |        | イェールFC             |
|     | FW   | マリク・チョコウンテ           | {{{原語表記}}} | 1988年9月11日（25歳）  |        | USL Dunkerque          |
|     | FW   | ジョルディ・サンチェス・シルバ | {{{原語表記}}} | 1994年2月20日（20歳）  |        | OGCニース              |
|     | FW   | マーク・バウアー               | {{{原語表記}}} | 1981年12月6日（32歳）  |        | La Trinité             |